# Socket F
Socket F是AMD所設計，供第二代 AMD Opteron 處理器（型號：22xx、82xx）所使用的插座，擁有雙核心、1207個腳位，採用平面網格陣列封裝（LGA）接觸點式設計，於2006年8月15日推出。推出的標準版本消耗功率為98W，另外還推出了68W的低溫、省電、低消耗功率 HE 系列，產品型號為22xxHE、82xxHE。
這款插座主攻伺服器市場，並與Socket AM2及Socket S1共被視為同一世代的插座，前者主要供家用的Phenom、Athlon X2、Athlon 64及Sempron使用。後者則為行動電腦的Turion 64及雙核Turion 64 X2所使用，全數均支援DDR2記憶體。
除此之外，Socket F還支援FB-DIMM，而這些新處理器也或會支援多種新技術，包括DDR3記憶體、XD-RAM等。由於這些記憶體皆使用相同規格的FB-DIMM，因此可在無需更換處理器的情況下更換新記憶體，免卻早期Hammer架構的Opteron處理器需要整顆更換般麻煩。
另外，為了對抗英特爾四核心處理器的推出，AMD推出4x4平台，使用兩枚雙核心Athlon 64 FX-7X處理器，而插座則是Socket F而非Socket AM2。但這些處理器因為使用DDR2而非DDR2 FB-DIMM，所以不與Opteron處理器相容。